# 湯川正夫
湯川 正夫（ゆかわ まさお、1903年12月24日 - 1969年10月5日）は、昭和時代の製鉄技術者で、後に八幡製鐵副社長を務めた。また、日本ラグビーフットボール協会（以下、日本ラグビー協会）第4代会長も歴任した。

## 来歴
東京都出身。
兵庫県立第一神戸中学校（略称：神戸一中、現在の兵庫県立神戸高等学校）を経て、第六高等学校（旧制高校、略称：六高）に進学。六高では陸上部で活動し、100mを11秒台で走破したという。加えてローハードルの日本記録を保持していたことがある。その後、東京帝国大学（以下、東大）へ進学。東大時代はラグビー部で活動した。
東大工学部冶金科を卒業後、官営製鐵所（後の八幡製鐵）で勤務。1927年、『製鉄ラガークラブ』を結成した。これが後に、全国社会人大会で史上最多の12回の優勝を記録することになる八幡製鐵ラグビー部の前身名である。湯川自身も、1929年にドイツ留学するまで、同クラブでプレーした。
1955年、九州ラグビーフットボール協会会長に就任。と同時に、日本ラグビー協会副会長も兼務。1962年、八幡製鐵副社長に就任。在任時代、八幡製鐵君津製鐵所（現在の日本製鉄君津製鉄所）、ブラジルのウジミナスの建設に尽力した。また、日本鉄鋼協会会長も歴任。
1967年、病気療養中の日本ラグビー協会3代会長、香山蕃の実務代行者として、同会会長代行に就任。また同年創立された、アジアラグビーフットボール連盟の初代会長に就任した。そして1969年5月に他界した香山の意思を受け、同年7月、日本ラグビー協会の第4代会長に就任したが、同年10月5日に死去した。65歳没。